# Marduk-shapik-zeri
Pour les articles homonymes, voir Marduk (homonymie).
Marduk-sãpik-zêri ou Marduk-sapik-zeri est le septième roi de Babylone issu de la seconde dynastie d'Isin. Il semble avoir régné vers 1082-1070 av. J-C. La durée totale de son règne est de douze ans. Les liens familiaux qui l'unissent à son prédécesseur Marduk-nãdin-ahhê, si tant est qu'ils y en aient, sont inconnus. Sa titulature complète n'est pas connue mais Marduk-sãpik-zêri possède au moins les titres de roi de Babylone et de roi du monde. Il fut le contemporain des rois assyriens Teglath-Phalasar Ier, Asared-Apil-Ekur et Assur-Bel-Kala.
Les frontières du royaume babylonien à cette époque sont incertaines mais il semble qu'il contrôle au moins Our, Nippur, Borsippa et Sippar.
Sous son règne, les relations se détendent avec l'Assyrie et un traité de paix est signé avec Assur-bel-kala. Cela semble être dû à la menace croissante des tribus araméennes pour les deux états.